# Banara arguta
Banara arguta là một loài thực vật có hoa trong họ Liễu. Loài này được Briq. mô tả khoa học đầu tiên năm 1900.